# Rovnoecus klesovicus
Rovnoecus klesovicus — викопний вид перетинчастокрилих з підродини Pemphredoninae родини Крабронід (Crabronidae), єдиний в роді Rovnoecus.

## Опис
Виявлений в еоценовому рівненському бурштині (Україна, Рівненська область, смт Клесів). Довжина близько 4 мм. Довжина переднього крила 3,32, довжина голови — 0,8, довжина черевця — 2,23 мм. Характеризується неповним потиличних кілем, частково редукованою другою дискоїдальною коміркою і наявністю шипів на всіх гомілках. Найбільш схожий з викопним родом Eoxyloecus Budrys, 1993 з балтійського бурштину. Ці два роди утворюють монофілетичну групу, сестринську до клади з родів Passaloecus Shuckard, 1837 і Eopinoecus Budrys, 1993.
Вперше вид був описаний в 2009 році російським гіменоптерологом О. В. Антроповим (Зоологічний музей Московського державного університету, Москва) і українським ентомологом Є. Е. Перковським (Інститут зоології ім. І. І. Шмальгаузена НАН України, Київ) і названий за місцем виявлення в рівненському бурштині.